# Tim Quarterman
Tim Quarterman (Savannah, 27 ottobre 1994) è un cestista statunitense.

## Carriera

### NBA (2016-2018)

#### Portland Trail Blazers e Houston Rockets (2016-2017)
Dopo tre anni a LSU Quarterman decise di rendersi eleggibile per il Draft NBA 2016. Tuttavia non venne scelto da nessuna squadra. Andò così a giocare la Summer League lo stesso anno del Draft con gli Charlotte Hornets, che alla fine della manifestazione non lo confermarono nel roster. Verso la fine di luglio Quarterman firmò un biennale parzialmente garantito (su 1.856.082 dollari solo 75.000 sono garantiti) con i Portland Trail Blazers. Dopo il training camp venne confermato nel roster finale che giocò in RS. Lui non trovò molto spazio dietro a Damian Lillard e Shabazz Napier, tanto che disputò solo 16 partite e venne spesso assegnato in D-League ai Windy City Bulls e ai Long Island Nets. Giocò invece 2 partite nei playoffs in cui la franchigia dell'Oregon venne eliminata per 4-0 dai Golden State Warriors, futuri campioni NBA, al primo turno.
Il 29 giugno 2017 venne ceduto dai Trail Blazers agli Houston Rockets. Tuttavia i Rockets lo tagliarono il 14 ottobre dello stesso anno prima dell'inizio della stagione regolare.

#### Parentesi in Cina (2018)
Il 2 gennaio 2018 firmò con gli Jiangsu Nangang Dragons di Nanchino andando a giocare così in Cina. Tuttavia dopo soli 7 giorni venne tagliato.

#### G-League e ritorno a Houston (2018)
Il 16 febbraio 2018 andò a giocare in G-League negli Agua Caliente Clippers.
Dopo aver totalizzato 98 punti in 11 partite il 31 marzo 2018 torna agli Houston Rockets che il 12 aprile dello stesso anno lo tagliano poco prima dell'inizio dei play-off; in tutto ha disputato 3 partite in regular season con i texani.

### Europa (2018-2019)
Il 20 novembre 2018 si trasferisce in Europa firmando per gli israeliani dell'Ironi Nahariya per rimpiazzare l'infortunato Justin Edwards.

## Statistiche

### Regular season
| Stagione | Squadra             | PG | PI | MPG | FG%  | 3P%  | FT%  | RPG | APG | SPG | BPG | PPG |
| -------- | ------------------- | -- | -- | --- | ---- | ---- | ---- | --- | --- | --- | --- | --- |
| 2016-17  | Portland T. Blazers | 16 | 0  | 5,0 | 44,8 | 38,5 | 0,0  | 0,9 | 0,7 | 0,1 | 0,2 | 1,9 |
| 2017-18  | Houston Rockets     | 3  | 0  | 4,3 | 33,3 | 0,0  | 100  | 1,0 | 0,3 | 0,0 | 0,0 | 1,3 |
| Carriera | Carriera            | 19 | 0  | 4,9 | 43,8 | 33,3 | 40,0 | 0,9 | 0,6 | 0,1 | 0,2 | 1,8 |

### Play-off
| Anno | Squadra             | PG | PI | MPG | FG%  | 3P%  | FT% | RPG | APG | SPG | BPG | PPG |
| ---- | ------------------- | -- | -- | --- | ---- | ---- | --- | --- | --- | --- | --- | --- |
| 2017 | Portland T. Blazers | 2  | 0  | 3,5 | 50,0 | 50,0 | -   | 0,0 | 0,5 | 0,0 | 0,0 | 1,5 |

## Controversie
Il 20 gennaio 2018 è stato arrestato per incidente stradale con la polizia statale del Mississippi.